# Inagi
Inagi (稲城市, Inagi-shi) és una ciutat i municipi de Tòquio, a la regió de Kanto, Japó. Inagi és, igual que els municipis del seu voltant i de la majoria de la metropoli de Tòquio una ciutat dormitori de l'àrea metropolitana de Tòquio, tot i que també disposa d'una petita activitat industrial.

## Geografia
El municipi d'Inagi es troba localitzat al centre sud de la metropoli de Tòquio i, en concret, dins de la regió del Tòquio Occidental, on es troba a l'est dins d'aquesta. Inagi es troba a vora 25 quilòmetres del centre de Tòquio o els 23 districtes especials. El riu Tama flueix pel terme municipal. El terme municipal d'Inagi limita amb els de Fuchū i Chōfu al nord, Tama a l'oest i Kawasaki, a la prefectura de Kanagawa, al sud.

### Clima
Inagi té, segons la classificació climàtica de Köppen, un clima subtropical humit, caracteritzat pels estius càlids i els hiverns freds, amb lleugeres o inexistents nevades. La temperatura mitjana anual a Inagi és de 14,3 graus. La mitjana anual de precipitacions és de 1.647 mil·límetres, sent setembre el mes amb més humitat. La temperatura mitjana més alta és a l'agost amb vora 25,6 graus i la més baixa és al gener amb 3,2 graus.

## Història
Des del període Nara fins a l'era Meiji, l'àrea on actualment es troba la ciutat d'Inagi formava part de l'antiga província de Musashi. El poble d'Inagi fou fundat l'1 d'abril de 1889 fruit de la fusió de 6 pobles d'abans de l'era Meiji dins del districte de Minami-Tama o Tama sud, ja desaparegut i llavors pertanyent a la prefectura de Kanagawa. El districte sencer va passar a formar part de l'antiga prefectura de Tòquio l'1 d'abril de 1893. L'1 d'abril de 1957, el municipi va assolir la categoria de vila. L'1 de novembre de 1971 la vila d'Inagi va ser ascendida a la categoria de ciutat juntament amb Tama i això va fer que el districte de Minami-Tama desapareguera al no tindre ja ni pobles ni viles.

## Administració

### Alcaldes
- Naoe Mori (1971-1987)
- Moto Yamada (1987-1991)
- Ryōichi Ishikawa (1991-2011)
- Katsuhiro Takahashi (2011-present)

## Demografia
| 1920   | 1930   | 1940   | 1950   | 1960   | 1970   | 1980   |
| ------ | ------ | ------ | ------ | ------ | ------ | ------ |
| n/a    | n/a    | n/a    | 9.824  | 11.012 | 30.817 | 48.154 |
| 1990   | 2000   | 2010   | 2020   | 2030   | 2040   | 2050   |
| 58.635 | 69.235 | 84.811 | 92.604 | -      | -      | -      |

## Transport

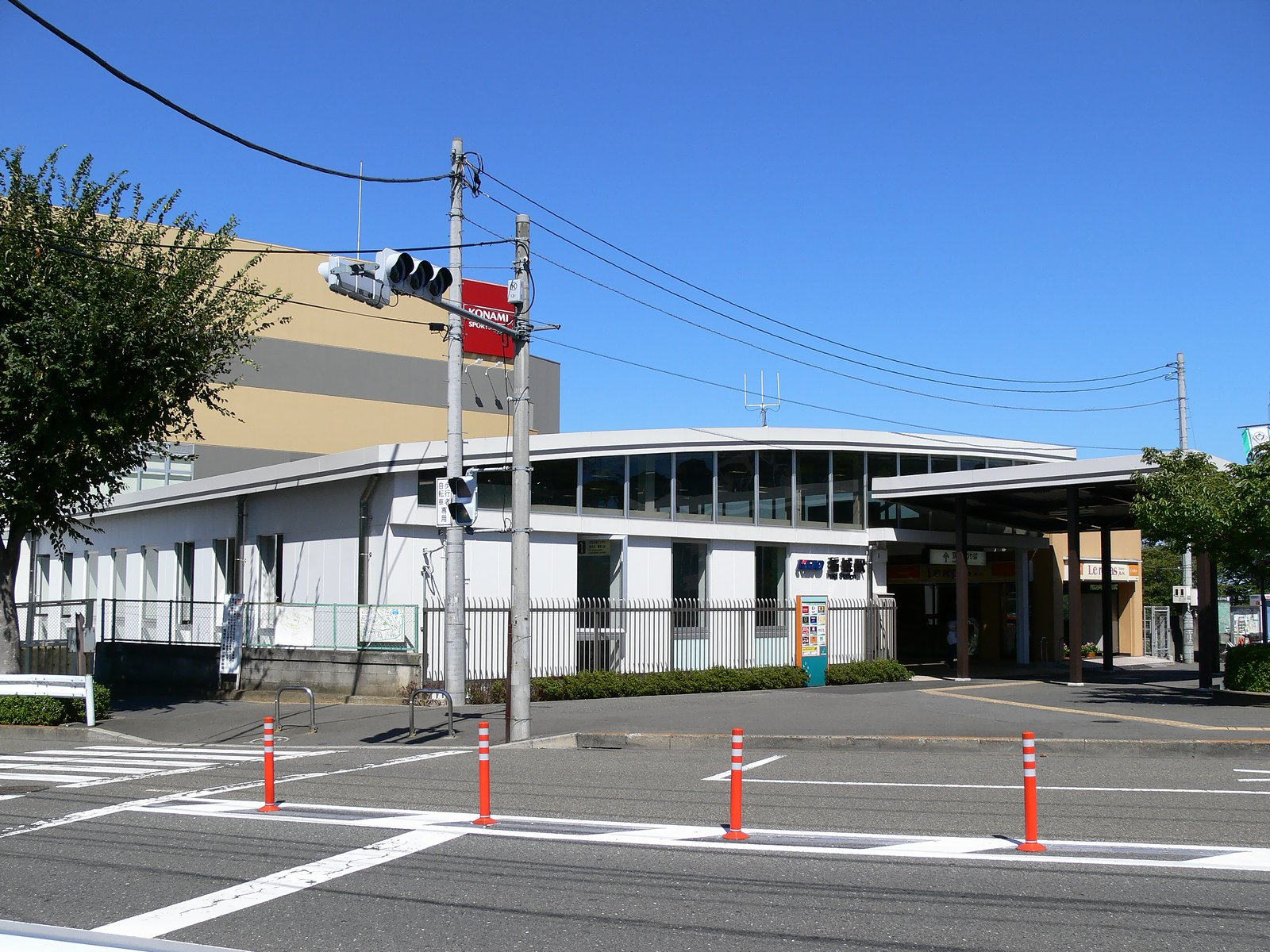
Estació d'Inagi

### Ferrocarril
- Companyia de Ferrocarrils del Japó Oriental (JR East)
  - Yanokuchi - Inagi-Naganuma - Minami-Tama
- Ferrocarril Elèctric de Tòquio-Hachiōji (Keiō)
  - Keiō-Yomiuri-Land - Inagi

### Carretera
- Autopista Chūō
- TK-9 - TK-19 - TK-41 - TK-124 - TK-137